# پل قدیم دزفول
پل قدیم دزفول مهم‌ترین اثر تاریخی دزفول است. این پل که دو منطقه شرقی و غربی دزفول را به هم وصل می‌سازد، در حقیقت یکی از راه‌های رابط منطقه جندی شاپور و سرزمین بین‌النهرین بوده، که به دستور شاپور اول ساسانی پس از پیروزی بر امپراتوری بیزانس در نبرد ادسا ساخته شده است. این پل بر روی پایه‌های پلی به جا مانده از دوره ساسانی بنا شده و در دوره‌های عضدالدوله دیلمی، صفوی و قاجار بازسازی شده است.

## تاریخچه
این پل در سال ۲۶۰ میلادی (در حدود ۱۷۵۰ سال پیش) به دستور شاپور اول ساسانی و به‌احتمال زیاد بدست ده‌ها هزار اسیر رومی بر روی رود دز ساخته شد. برای حفاظت از پل قلعه‌ای نیز بنا شد که در محل قدیمی آن محله‌ای به همین نام (قلعه) وجود دارد.
این پل دارای ۱۴ دهانه است و آب رودخانه دز از زیر آن عبور می‌کند، پل قدیم دزفول از سنگ ساروج و آهک بنا شده و در دوران حکومت عضدالدوله دیلمی، صفویان و پهلوی باز سازی شده‌است اما پایه‌های پل حکایت از دوران ساسانی دارد.

## ساختار تاریخی
این پل برروی رودخانه دز واقع شده و ساختمان کنونی آن در دوران صفویه بر روی ساختمان قبلی بنا شده‌است. ساختمان این پل متشکل از بافت معماری متعلق به سه دوره تاریخی است. بخش‌هایی از پایه‌های پل مربوط به دوره ساسانی و بخش طاقدیسی پل مربوط به دوره صفویه و از نمونه‌های طاقهای دوره اسلامی است و سرانجام بخش عرشه پل که از مصالح جدیدی همچون سیمان و فلز ساخته شده‌است مربوط به دوره رضا شاه پهلوی است. پس از احداث سد دز،در بالا دست و همچین سد علی کله فشار آب رودخانه بر این پل بسیار کاهش یافت. 
این پل بر روی پایه‌های پل ساسانی بنا شده است. در دوره عضدالدوله دیلمی، صفوی و قاجار مورد تعمیر قرار گرفته است.

## نقل قول‌های مشهور
جرج کرزن در مورد پل قدیم دزفول می‌نویسد:

در حدود غربی خاک بختیاری و حوزه نهایی آب دز، شهر جالب توجه دزفول واقع گردیده‌است (دزفول- دزپل). این نام به‌جهت پل باشکوه مجاور آنست که بدون شک بدوره ساسانیان متعلق است. قسمت زیرین این پل از سنگ است و قسمت فوقانی که آجری است در ظاهر، قدیمی تر می‌نماید، ۴۳۰ یارد طول و بیست و دو طاق به شکل و اندازه مختلف دارد.

حاج نجم الملک در کتاب سفرنامه خوزستان دربارهٔ پل قدیم دزفول در سال ۱۲۹۹ چنین می‌نویسد:

پلی عظیم بر روی دز از قدیم زده‌اند که از آثار غریبه است. فی الجمله تعمیری لازم دارد، طول این پل سیصد و شصت ذرع است. دو دامنه دارد به طول سی ذرع و عرض هفت ذرع و ارتفاع دوازده ذرع عدد چشمه‌ها بیست عدد و عرض چشمه‌ها بعضی پنج و بعضی نه ذرع است.

## عبور و تردد خودروها بر روی پل
پل قدیم دزفول از معدود پلهای تاریخی دنیا بود که عبور و مرور خودروها بر روی آن انجام می‌شد. این ترددها میتوانست به تخریب تدریجی و سست کردن پایه‌ها و نابود شدن پل بیانجامد. از سال‌ ۱۳۸۹ تردد خودروها بر روی این پل باستانی متوقف شد و هم‌اکنون فقط گذر با پای پیاده از روی آن مجاز است.

## نگارخانه
<gallery widths="140" heights="120" mode="packed">
پرونده:Mohammad reza 100 R 1944 (2).jpg|تصویر پل قدیم دزفول پشت اسکناس صد ریالی پهلوی
پرونده:Old Bridge of Dezful.jpg|نقاشی پل قدیم دزفول، توسط جهانگردی غربی، چاپ شده در کتابی به سال ۱۸۷۰
پرونده:Poleghadim-dezful.jpg|پل قدیم دزفول در ۱۲۰ سال پیش